# Synsiphonium angustum
Synsiphonium angustum är en havsanemonart som beskrevs av Ronald Sluys och Ball 1989. Synsiphonium angustum ingår i släktet Synsiphonium och familjen Edwardsiidae. Inga underarter finns listade i Catalogue of Life.